# Power trio
Un power trio è un gruppo musicale composto da un batterista, un bassista ed un chitarrista. Uno dei tre componenti è spesso anche cantante.

## Band storiche
Negli anni sessanta vi erano quattro grandi power trio: The Jimi Hendrix Experience, Cream, The Nice e Blue Cheer. Essi ebbero tutti un grande successo commerciale, ma, tranne i Blue Cheer, anche una durata molto breve.
Negli anni settanta nacquero altri gruppi simili, come The Police, Rush, Jon Spencer Blues Explosion, Motörhead e ZZ Top.

## Gli anni novanta
Negli anni novanta vi erano power trio heavy metal quali Blue Murder, Venom, High on Fire, Sodom e Immortal.

## Dagli anni duemila
Gruppi più recenti che utilizzano questa particolare formazione sono ad esempio Muse, Wolfmother, Green Day, Blink-182, mentre In Italia alcune formazioni a tre componenti sono Verdena, Ministri, Tre Allegri Ragazzi Morti.
Il "power trio" si può ritenere la forma più semplice di rock-band, a parte rari esempi di one-man band (ad esempio Burzum) o di band composte da due elementi (come ad esempio White Stripes, Black Keys o Bud Spencer Blues Explosion).